# Гамбург-Лобрюгге
Лобрюгге (нім. Lohbrügge) — частина району Бергедорф вільного та ганзейського міста Гамбург. З більш ніж 41000 мешканців Лобрюгге є найбільш густонаселеною частиною цього сільського району, але також пропонує просторі природні території, такі як Бобергер Дюна. Лобрюгге з'єднана з центром Гамбурга автошляхом В5.